# Caloric
Caloric är en hypotetisk substans som naturvetare under en period från 1700- till 1800-talet beskrev som bärare av värme. När Antoine Lavoisier upptäckte syrets roll i förbränning, och därigenom avlivade begreppet flogiston, så utvecklade han i stället caloric-hypotesen för att förklara fenomen kring värme. Den ersattes sedan av termodynamiken och energibegreppet.
Uppfinnaren John Ericsson använde Caloric som namnet på en av honom konstruerad varmluftsmaskin, vilken i sin tur givit namn till punschmärket Cederlunds Caloric.